# 和歌山電車区
和歌山電車区（わかやまでんしゃく）とは、和歌山県和歌山市美園町にある西日本旅客鉄道（JR西日本）近畿統括本部の運転士が所属する組織である。
本項では、和歌山機関区および新和歌山車両センターについても記述する。

## 概要
2012年7月、主に和歌山地区で乗務を行っていた運転士と車掌が所属する和歌山列車区が、運転士と車掌をそれぞれ専門的に育成する体制を構築するために分割されて発足した組織である。再編に当たっては、和歌山線の和歌山駅と五条駅間を担当していた橋本運転区も統合されている。
これ以前にも和歌山電車区が存在していたが、1989年3月に当時の和歌山車掌区と統合することにより和歌山列車区として再編され、一旦廃止されていた。当時の和歌山電車区は車両基地として車両が配置されており、新在家派出所および天理派出所が設置されていた。

## 所属車両に記されていた略号
和歌山支社の略号である「和」と、和歌山の電報略号である「ワカ」から構成される「和ワカ」であった。

## 所属車両
2022年1月1日現在、車両は所属しておらず、全て吹田総合車両所日根野支所の所属となっている。
和歌山機関区・新和歌山車両センター時代を含めて、過去には以下の車両が所属していた。

### 電車
- 117系電車
  - 紀勢本線（和歌山駅 - 御坊駅間）と和歌山線で主に運用されていた。さらに紀勢本線紀伊田辺駅乗り入れや阪和線（日根野駅 - 和歌山駅間）での定期列車の運用もあった。
- 105系電車（48両）
  - 和歌山線・桜井線・紀勢本線（原則、和歌山駅 - 和歌山市駅間、紀伊田辺駅 - 新宮駅間）で運用されていた。

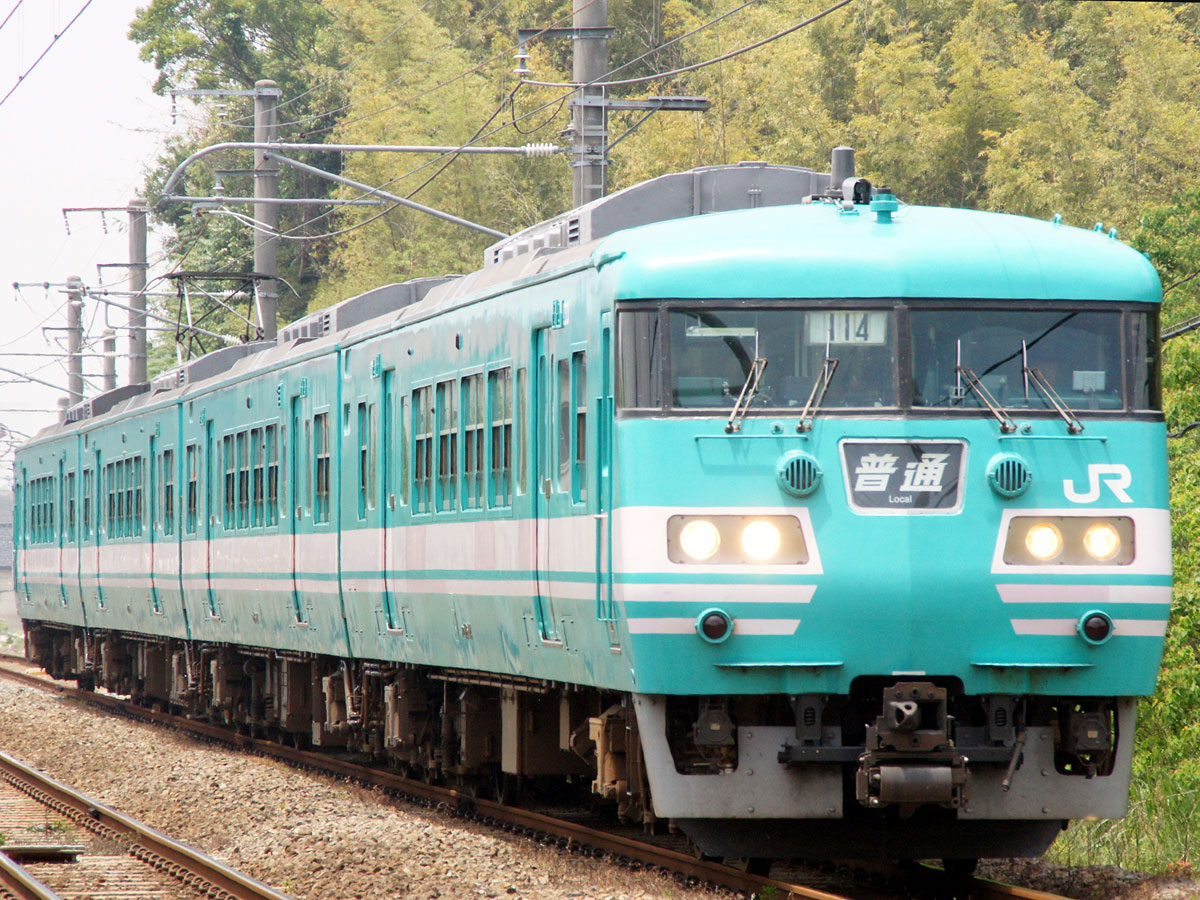
117系オーシャンブルー色車（和歌山色）
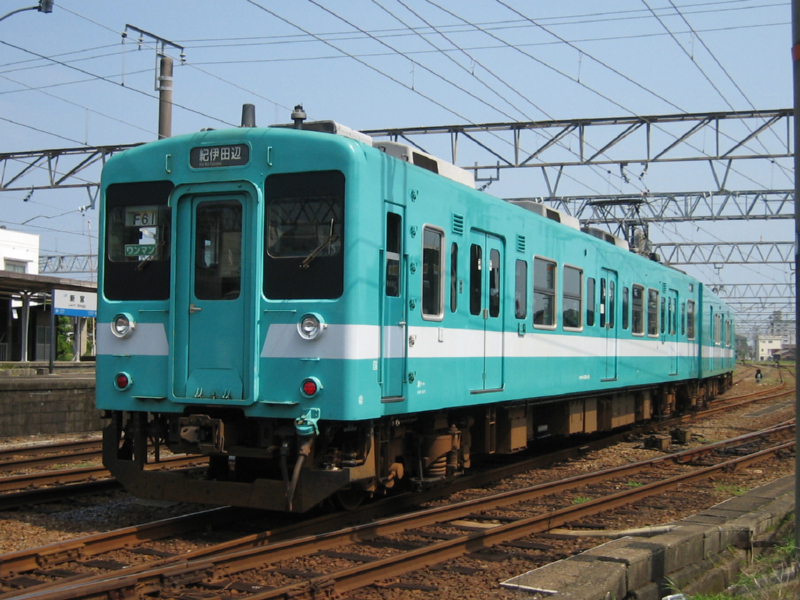
105系リニューアル車 新宮駅
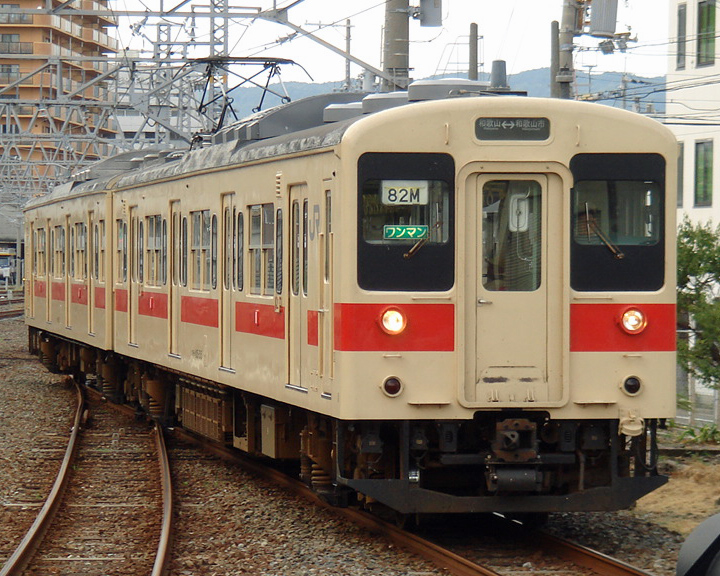
桜井線・和歌山・紀勢線本用（クモハ105形500番台）和歌山駅
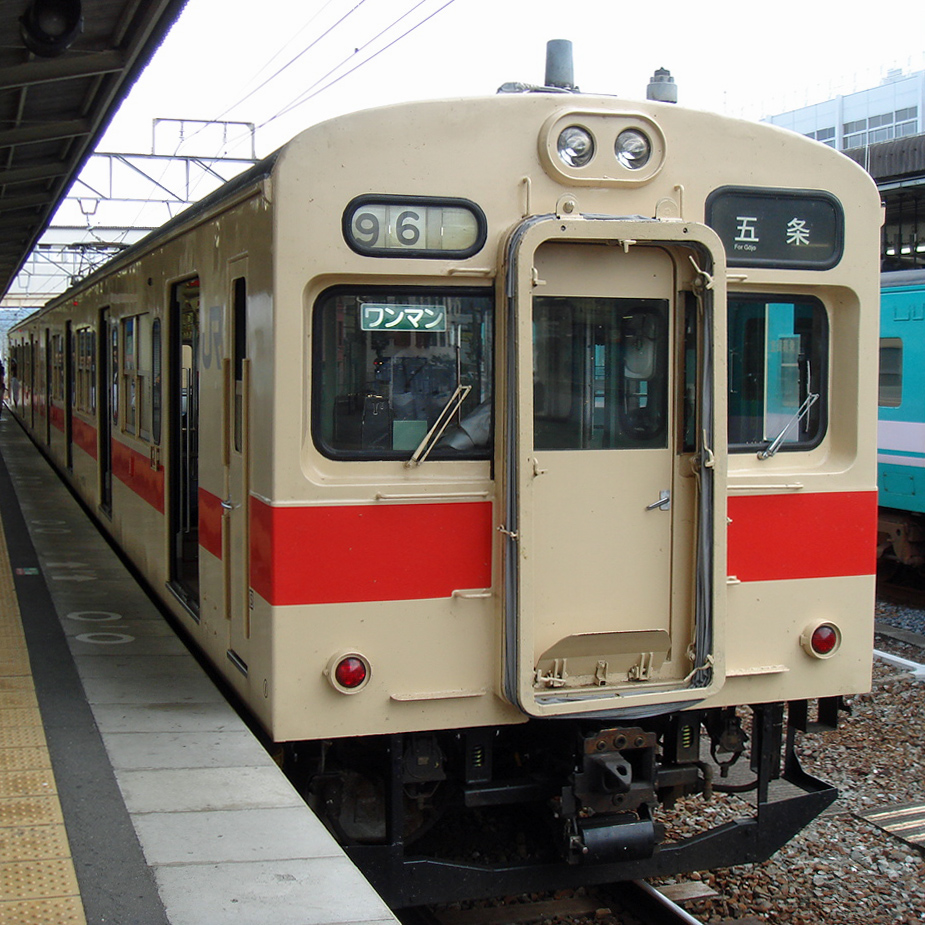
桜井線・和歌山・紀勢線本用（クハ105形0番台）和歌山駅

### 蒸気機関車
- C57形・C58形など

### 気動車
- 特急くろしお用：キハ80系・キハ81形など
- 急行きのくに用：キハ28系・キハ58系、キハ65形など
- キハ30系など

### 客車
- 50系（救援車代用）
- 12系・24系
  - 2007年8月までジョイフルトレイン「きのくにシーサイド」の4両編成1本が所属していた。

## 乗務範囲
- 阪和線：和歌山駅 - 天王寺駅間
- 紀勢本線：和歌山市駅 - 白浜駅間（紀伊田辺駅 - 白浜駅間は特急列車のみ）
- 和歌山線：和歌山駅 - 五条駅間

## 歴史
- 1924年（大正13年）2月28日：五条庫和歌山庫から和歌山庫に昇格[4]。
- 1936年（昭和11年）9月1日： 和歌山機関区に改称。
- 1988年（昭和63年）3月11日：和歌山電車区と和歌山車掌区が統合し、和歌山列車区になる[2]。新在家派出所は、和歌山列車区新在家派出所になる。
- 1997年（平成9年）9月1日：新和歌山車両センターが発足[5]。奈良電車区から105系電車48両が転入[5]。
- 2008年（平成20年）7月1日：新和歌山車両センターが大阪支社に移管され、日根野電車区の新在家派出所となる[6]。
- 2012年（平成24年）7月1日：和歌山列車区の廃止により和歌山電車区として発足[1]。